# Mammillaria elongata
Mammillaria elongata је врста цветне биљке из породице кактуса, пореклом из централног Мексика. Уме да расте до 15 центиметара висине и 30 центиметара ширине. Састоји се од густо збијених гроздова издужених овалних стабљика, прекривених безопасним (иако веома оштрим) жутим или смеђим бодљама, а у пролеће производи беле или жуте цветове. Он је међу најчешћим и најпроменљивијим у свом роду у природи и популаран је за култивацију.

## Опис
Кактус формира густе групе цилиндричних, усправних или полуположених стабљика дужине око 6 до 15 cm и пречника од 1,5 до 3,7 cm. Његово тело, светло зелено, формирано је од кратких коничних туберкула (2 до 4 mm) који се у младим сегментима завршавају округлим и вунастим ареолама, за разлику од туберкулозних пазуха којима недостаје вуна. Има између 15 и 30 кратких радијалних бодљи (6 до 12 mm), закривљених ка споља који се укрштају са онима из оближњих ареола и 1 до 3 централне (понекад одсутне) жуте или златне боје. Цветови настају на горњем делу стабљике, дужине и пречника 1,5 cm, са бледожутим или белим назубљеним латицама, понекад са тамнијом или црвенкастом средишњом линијом. Плодови су цилиндрични до лоптасти, браон или црвени, са великим бројем семена. Цвета обилно између касне зиме и почетка лета.
- flowers
- Mammillaria elongata
- Top view of Lady finger cactus
- Brain cactus, Mammillaria elongata Cristata